# میراکل ولی (آریزونا)
میراکل ولی (به انگلیسی: Miracle Valley) یک منطقهٔ مسکونی در ایالات متحده آمریکا است که در شهرستان کوچیز، آریزونا واقع شده‌است. میراکل ولی ۱٫۴۲ کیلومتر مربع مساحت و ۱٬۸۳۷ نفر جمعیت دارد.